# Alter Jüdischer Friedhof (Neuss)
Der ehemalige jüdische Friedhof von Neuss ist erstmals auf einer Karte von 1829 an der Düsseldorfer Straße eingezeichnet. Vorher beerdigten die Neusser Juden wahrscheinlich ihre Toten auf Landfriedhöfen der Umgebung. Der Friedhof lag am Ufer des später zum Hafen ausgebauten Erftkanals, in etwa dort, wo heute die östliche Rampe der Fessererstraße in die Düsseldorfer Straße einmündet. Der erste belegte Hinweis auf eine jüdische Beerdigung stammt aus dem Jahr 1834. In Folge der Industrialisierung und des Hafenausbaus lag schließlich zu Ende des 19. Jahrhunderts der ehemals von Ackerland umgebene Friedhof mitten zwischen Industrieanlagen direkt an der Eisenbahntrasse bzw. am Hafen. Der Friedhof wurde daher 1890 geschlossen und 1920 aufgelöst. Die Grabsteine stellte man auf dem neuen Friedhof am Glehner Weg wieder auf, sie bilden heute eine eigene Abteilung im hinteren Teil des neuen jüdischen Friedhofs.